# 谷川航
谷川 航（たにがわ わたる、1996年7月23日 - ）は、日本の体操競技選手。実弟の谷川翔も同じ体操選手。

## 経歴
小学1年生で健伸スポーツクラブで体操を始める。ショー・コスギが主宰するアクション塾に所属し、テレビやCMに出演していた。
2014年、全国高等学校総合体育大会 男子個人総合にて、白井健三や 萱和磨を抑えて優勝する。
順天堂大学出身。
2021年東京で開催された2020年東京オリンピックの体操競技団体総合で銀メダルを獲得した。
2023年中国杭州市で開催された2022年アジア競技大会体操競技において、団体総合で銀メダル、種目別跳馬で金メダル、つり輪で銅メダルを獲得した。
カタールドーハで開催された2018年世界体操競技選手権の団体総合で銅メダルを獲得した。
ドイツシュトゥットガルトで開催された2019年世界体操競技選手権の団体総合で銅メダルを獲得した。
イギリスリヴァプールで開催された2022年世界体操競技選手権の団体総合で銀メダル、個人総合で銅メダルを獲得した。
2024年パリオリンピックの体操競技の男子団体総合では、橋本大輝、岡慎之助、萱和磨、杉野正尭とともに団体総合で金メダルを獲得した。また、男子種目別の平行棒で決勝に進出したが14.133の得点で6位だった。同年、紫綬褒章受章。